# Oumou Armand Diarra
Oumou Armand Diarra, de son vrai nom Oumou Modibo Sangaré, née en 1967 à Belgrade, est une écrivaine malienne. 
Elle est l'autrice de plusieurs recueils de nouvelles et d'essais, et d'articles sur la lutte des femmes en Afrique et au Mali.

## Biographie

### Jeunesse, formation
Oumou Modibo Sangaré naît en 1967 à Belgrade, dans l'ex-Yougoslavie. Elle effectue ses études au Mali, en Côte d'Ivoire où son père était ambassadeur du Mali, et en Tunisie,. Elle s'inscrit à l'Institut Bourguiba des langues vivantes de Tunis, et en est diplômée en 1994. Elle obtient ensuite, en 1996, une maîtrise en littérature française, communication et cinéma, ou en littérature comparée. Elle est secrétaire générale de l'Association des étudiants du Mali en Tunisie.

### Débuts professionnels
Elle effectue des stages pour l'Office de radiodiffusion télévision du Mali (ORTM), puis travaille ensuite brièvement pour la radio des Nations unies à New York, où elle participe à la mise en place de liens de partenariat avec d'autres radios à travers le monde.

### Carrière littéraire
Sous le pseudonyme littéraire Oumou Armand Diarra, elle publie à Alger en 1999 un premier recueil de nouvelles, L'Afrique, un défi au féminin, qui est son premier succès. Selon Cécile Dolisane-Ebossè, elle fait alors « une entrée fracassante dans l'esthétique féminine négro-africaine avec un titre tonitruant (...) et ambitieux ». Cécile Dolisane-Ebossè indique que les neuf nouvelles de ce recueil parlent des femmes, épicentre de la société africaine, de leurs déboires, mérites, de la richesse culturelle africaine et de la prépondérance de la famille.
Oumou Armand Diarra publie ensuite d'autres ouvrages, plaçant toujours l'humain au cœur de son environnement ; l'écrivain doit y être un visionnaire, un symbole et une source de changement idéologique, « tout en valorisant la solidarité, l'amour des uns pour les autres et l'union ».
Elle écrit et publie en 2010 Plume de femme, une écriture en effervescence pour magnifier l'écriture féminine, s'inspirant largement de la littérature orale, attachant une grande importance à l'épanouissement des enfants, évoquant la difficile situation économique féminine, mais aussi la richesse des rapports humains, l'importance de la solidarité et de l'entraide. L'écrivain Isaie Biton Koulibaly affirme que les personnalités féminines qu'elle présente sont des exemples à suivre, et que « dans cette nuit où se trouve plongée l'Afrique, ce livre est comme une lumière qui s'élève de l'obscurité ».
La condition féminine est au cœur des nouvelles et des essais de Oumou Armand Diarra.
Oumou Diarra s'investit largement dans la préparation de la 2e Biennale des lettres de Bamako, comme membre du comité d'organisation en 2015. Elle est aussi, ou a été, vice-présidente de l'Association internationale des épouses d'ambassadeurs en Algérie, vice-présidente de l'Association internationale des épouses d'ambassadeurs africains à New York, membre de l'Association internationale des femmes écrivaines de New York.

### Vie privée
Mariée et mère de deux enfants, Oumou Diarra vit en 2006 à New York.

## Œuvres
- L'Afrique, un défi au féminin, Editions Casbah, Algérie, 1999[3]  (ISBN 9-961-64-163-9) – Nouvelles et essais.
- Tradition et Modernité dans le sang des masques de Seydou Badian et dans l'honneur de la tribu de Rachid Mimouni, Montréal, Fondation littéraire Fleur de Lys, 2006  (ISBN 2-89612-165-X) – Essai.
- Les Nouvelles du pays, miroir d'une société, Paris, Editions Le Manuscrit, 2006  (ISBN 2-7481-5112-7) – Nouvelles.
- Plumes de femme, une écriture en effervescence, Paris, Éditions Le Manuscrit, 2010[5], préface de Isaie Biton Koulibaly.
- (en) The Shadow of the Mysterious Nayouma (L'Ombre du mystérieux Nayouma), Indiana, Editions Xlibris, 2011 – Nouvelles.